# Englynion Gereint
Englynion Gereint [eŋ'lənjon 'gereint] („Die Strophen Gereints“) ist der Titel einer Gruppe von 27 Strophen auf den walisischen Helden Gereint, möglicherweise auch Titelheld der Sage Gereint fab Erbin („Gereint, Erbins Sohn“). Sie sind wahrscheinlich zwischen dem 9. und 11. Jahrhundert entstanden und im Llyfr Du Caerfyrddin („Das Schwarze Buch von Carmarthen“) sowie im Llyfr Coch Hergest („Das Rote Buch von Hergest“) überliefert.

## Inhalt
Das Gedicht ist der zentrale Teil einer Sage um Gereint, deren Handlung (vermutlich in Prosa) beim damaligen walisischen Leser oder Zuhörer als bekannt vorausgesetzt wurde. Es ist die ausführliche Schilderung einer Schlacht, bei der Gereint zusammen mit König Arthur gekämpft haben soll. Nach Bernhard Maier ist dies ein Beispiel für die in der walisischen Überlieferung weitverbreitete Tendenz, nahezu alle Sagenfiguren in den Arthur-Sagenkreis einzuordnen.
Von Gereint, dem Feind der Unterdrückung,
sah ich weiße Rosse, die Fesseln blutigrot
und nach dem Schlachtruf – grimmen Tod.

### englyn
Englyn ['eŋlin] wird die älteste bekannte Strophenform der Literatur im Kymrischer Sprache genannt, die schon im 8./9. Jahrhundert gebildet wurde und noch heute verwendet wird. Der englyn besteht jeweils aus drei bis vier Versen, die nach festen Regeln sowohl durch Endreim als auch durch Alliteration verbunden sind. Sehr oft besteht das ganze Gedicht aus einer einzigen Strophe dieser Art.